# Urban Žibert
Urban Žibert, slovenski nogometaš, * 8. maj 1992, Ljubljana.
Žibert je profesionalni nogometaš, ki igra na položaju vezista. Od leta 2023 je član italijanskega kluba SC Caronnese. Pred tem je igral za slovenski Koper, italijanske Reggino, Akragas, Juve Stabio, Bassano Virtus, Monopoli, Bisceglie, Mantovo in Vibonese ter avstrijski Allerheiligen. Skupno je v prvi slovenski ligi odigral 77 tekem in dosegel pet golov. Bil je tudi član slovenske reprezentance do 15, 16, 17, 19, 20 in 21 let.